# Código de Televisión

Sello de Buena Práctica, otorgado a las estaciones que cumplían con las disposiciones del código

El Código de Prácticas para las Estaciones de Televisión (en inglés: Code of Practices for Television Broadcasters), también conocido como el Código de Televisión (en inglés: Television Code), fue un conjunto de normas éticas adoptadas por la Asociación Nacional de Radiodifusoras (NAB) de los Estados Unidos para la programación de televisión. El código fue creado para auto-regular la industria con la esperanza de evitar una Junta Asesora gubernamental propuesta y satisfacer las preocupaciones de los padres sobre la violencia y otros asuntos.
Implementado por primera vez el 6 de diciembre de 1951, el código se modificó varias veces, especialmente a raíz de los escándalos de los concursos de preguntas de la década de 1950, las audiencias del Congreso sobre la violencia (1952 y 1954) y la preocupación por la posible confusión entre realidad y ficción en los primeros docudramas.
Bajo amenazas de acciones legales por parte del Departamento de Justicia sobre la base de que el código violaba la Primera Enmienda y la Doctrina de Equidad (una política introducida por la FCC en 1949, según la cual las estaciones de radio y televisión debían presentar asuntos polémicos de importancia pública de modo que reflejaran puntos de vista diferentes de manera justa), la NAB decidió eliminar el Código de Televisión en 1983.

## Contenido
El código prohibía el uso de blasfemias, la representación negativa de la vida familiar, la irreverencia por Dios y la religión, el sexo ilícito, la embriaguez y la adicción bioquímica, la presentación de la crueldad, las técnicas detalladas del crimen, el uso del horror por sí mismo y la negativa representación de los funcionarios encargados de hacer cumplir la ley, entre otros. El código regulaba cómo los artistas debían vestirse y moverse para estar dentro de los "límites de la decencia". Además, los informes de noticias debían ser "factuales, justos y sin prejuicios" y los comentarios y análisis debían estar "claramente definidos como tales". Los organismos de radiodifusión debían dejar tiempo disponible para la transmisión religiosa y se les disuadió de cobrar a los organismos religiosos por el acceso.

## Aplicación
Las reglas del Código de Televisión fueron interpretadas, monitoreadas y aplicadas por el director de la autoridad del código, quien fue designado por el presidente de la NAB. La Autoridad del Código interpretó el código brindando asesoramiento, publicando pautas y enmiendas para aclarar las disposiciones del código y emitiendo fallos sobre programas o comerciales específicos, aunque la mayoría de los casos se resolvieron mediante negociación en lugar de fallos. La principal preocupación del personal del código eran los comerciales, no el contenido del programa. La Code Authority tenía tres oficinas en Nueva York, Hollywood y Washington. Además publicaba un boletín mensual, Code News.
El Código de Televisión preveía la suspensión y expulsión de suscriptores según lo determine la Junta de Revisión del Código de Televisión de la NAB, cuyos miembros eran suscriptores del código y designados por el presidente de la NAB. La junta verificó el cumplimiento a través de un sistema de monitoreo semestral respaldado por cartas de queja provenientes en su mayoría de estaciones competidoras. Las apelaciones de las decisiones de la junta de revisión pueden presentarse ante la junta directiva de televisión de NAB. El cumplimiento del código se indicó mediante el "Sello de buenas prácticas", que se muestra durante los créditos de cierre en la mayoría de los programas de televisión de los Estados Unidos y en el inicio y cierre de algunas estaciones de televisión estadounidenses desde 1952 hasta mediados de la década de 1980.